# Obertraubling
Obertraubling ist eine Gemeinde im Oberpfälzer Landkreis Regensburg in Bayern.

## Geografie

### Geografische Lage
Die Gemeinde liegt unmittelbar am südlichen Stadtrand von Regensburg.

### Gemeindegliederung
Es gibt 15 Gemeindeteile (in Klammern sind der Siedlungstyp und die Einwohnerzahl angegeben):
- Einthal (Weiler, 28)
- Embach (Dorf, 44)
- Gebelkofen (Kirchdorf, 568)
- Höhenhof (Weiler, 23)
- Königshäusl (Weiler)
- Kumpfmühle (Einöde)
- Moorackerhof (Einöde)
- Niedertraubling (Kirchdorf, 653)
- Oberhinkofen (Kirchdorf, 1049)
- Obertraubling (Pfarrdorf, 4121)
- Piesenkofen (Kirchdorf, 686)
- Rauschberg (Weiler)
- Scharmassing (Dorf, 197)
- Stockhof (Einöde)
- Tenacker (Weiler, 11)

Es gibt die Gemarkungen Gebelkofen, Neudorf (nur Gemarkungsteil 1), Niedertraubling, Oberhinkofen und Obertraubling.

## Geschichte

### Bis zum 19. Jahrhundert
Spätestens seit 5000 v. Chr. leben Menschen im Gemeindegebiet. Dies beweisen Funde gut erhaltener verzierter steinzeitlicher Gefäße in Obertraubling und einer unbeschädigten kräftigen Steinaxt in Piesenkofen. Aus der Zeit um 1800 v. Chr. (Hügelgräber- beziehungsweise Bronzezeit) sind Hockergräber in Niedertraubling erhalten. Im 3. Jahrhundert n. Chr. existierte in Niedertraubling bereits ein römischer Bauernhof.
In der Amtszeit des Bischofs Baturich (817–847) kam es zu einem beurkundeten Landtausch zwischen dem Bischof und dem edlen Maurentius und damit zur ersten urkundlichen Erwähnung Obertraublings. Der Name geht auf das Adelsgeschlecht der „Traublinger“ zurück, die im 11. Jahrhundert neben den „Gebelkofener’n“ die Grundherrschaft ausübten. Später waren die „Weichser“ und die „Nothaft“, die „Auer“ und die „Lerchenfelder“ die Grundherren. In Niedertraubling und Gebelkofen gab es Wasserschlösser. Im Jahre 1340 wurde die Burg Traubling gestürmt und 1492 im Löwlerkrieg belagert. Im Dreißigjährigen Krieg (1618–1648) wurden Obertraubling und Gebelkofen stark zerstört. Viele Höfe gingen in Flammen auf, die Pest besiegelte das furchtbare Kriegselend. In der Napoleonischen Zeit von 1799 bis 1815 war durch Truppendurchzüge und Einquartierungen die Bevölkerung stark belastet. Im Jahre 1842 wurde die sogenannte Walhallastraße zur Nachbargemeinde Barbing gebaut. 1859 fuhr der erste Zug von Regensburg nach München und hatte eine Haltestelle in der neu errichteten Station Obertraubling. 1873 wurde die Freiwillige Feuerwehr Obertraubling gegründet.

### 20. Jahrhundert
Im Jahr 1937 wurde im Nordosten von Obertraubling, auf dem jetzigen Gebiet der Stadt Neutraubling, ein Militärflugplatz errichtet und im Herbst 1938 eine Fliegerhorst-Kompanie stationiert. Ende 1940 errichtete man auf dem Gelände eine weitere Produktionsstätte der Messerschmitt GmbH und ein Kriegsgefangenenlager, die sogenannten Russenlager für rund 2750 Zwangsarbeiter. Vom 20. Februar bis zum 15. April 1945 befand sich auf dem Messerschmitt-Werk das KZ-Außenlager Obertraubling.
Nach 1945 kam es zur Ansiedlung von Gewerbebetrieben. 1977 wurde die Gemeindebücherei eröffnet. In unmittelbarer Nachbarschaft wurde in den 1980er Jahren das Regensburger BMW-Werk angesiedelt.

### Eingemeindungen
Im Zuge der Gebietsreform in Bayern wurde am 1. Januar 1971 die Gemeinde Niedertraubling eingegliedert. Am 1. Januar 1972 folgten Gebelkofen und Oberhinkofen. Teile der aufgelösten Gemeinde Neudorf kamen am 1. Januar 1974 hinzu.

### Einwohnerentwicklung
Zwischen 1988 und 2018 wuchs die Gemeinde von 5242 auf 8406 um 3164 Einwohner bzw. um 60,4 %.

## Politik

### Gemeinderat
Der Gemeinderat besteht aus dem Ersten Bürgermeister und 20 Mitgliedern. Das rechts dargestellte Ergebnis der Wahl am 15. März 2020 führte zu folgender Sitzverteilung:
- CSU: 7
- FW: 6
- Grüne: 3
- UBO: 3
- SPD: 1

Von den 6.654 stimmberechtigten Einwohnern in Obertraubling haben 4.158 von ihrem Wahlrecht Gebrauch gemacht, womit die Wahlbeteiligung bei 62,49 Prozent lag.

### Bürgermeister ab 1926
- 1926–1941: Sebastian Pindorfer
- 1941–1945: Josef Wieland
- 1945–1948: Max Hirtreiter
- 1948–1967: Josef Bäumel (PWG)
- 1967–1981: Hermann Zierer (CSU)
- 1981–1996: Leo Graß (FW)
- 1996–2014: Alfons Lang (CSU)
- 2014–0000: Rudolf Graß (FW)

Erster Bürgermeister seit 1. Mai 2014 ist Rudolf Graß. Er wurde bei der Kommunalwahl vom 15. März 2020 mit 53,52 % der Stimmen wiedergewählt.

### Wappen und Flagge
|  |  |

| | Blasonierung: „Gespalten von Blau und Silber; vorne zwei schräg untereinander angeordnete goldene Lilien, hinten ein dreifaches rotes Kreuz mit längerem Mittelbalken.“ |
| Wappenbegründung: Das Wappen von Obertraubling ist gespalten von Blau und Silber, wobei im vorderen blauen Feld zwei goldene Lilien schräg untereinander angeordnet sind. Diese Lilien sind dem Wappen des Stifts Obermünster in Regensburg entnommen, welches seit dem 9. Jahrhundert bis zur Säkularisation 1803 der wichtigste Grundherr in Obertraubling war. Die Lilien erinnern an die jahrhundertelange Verbindung zwischen dem Ort und dem Stift, das auch die Pfarrkirche inkorporiert hatte. Im hinteren silbernen Feld befindet sich ein rotes Dreifachkreuz mit verlängertem Mittelbalken, auch als Patriarchenkreuz bekannt. Dieses Symbol verweist auf das Regensburger Kloster Heilig Kreuz, das seit dem 14. Jahrhundert ebenfalls Besitzungen im Gemeindegebiet hatte. Das Gemeindewappen und die rot-gelb-blau gestreifte Flagge mit dem nach oben versetzt aufgelegten Wappen wurden am 4. Oktober 1968 durch den Innenminister Bayerns genehmigt. | |

### Städtepartnerschaften
- Dobřany, Tschechien

## Kultur und Sehenswürdigkeiten

### Bauwerke
- Pfarrkirche St. Georg in Obertraubling: Es gab wohl bereits eine romanische und später eine gotische Vorgängerkirche. 1759 wurde der Grundstein zu einer barocken Kirche gelegt. Nachdem diese Ende des 19. Jahrhunderts trotz Instandsetzungen immer baufälliger und zu klein wurde, begann man am 4. April 1907 mit dem Abbruch. Nach nur einem Jahr konnte das nach Plänen von Johann Baptist Schott aus München erbaute neue Gotteshaus bereits am 5. Juli 1908 benediziert werden. Aus der alten Kirche wurden einige Teile der Ausstattung übernommen. Der neobarocke Bau besitzt auch klassizistische und Jugendstilelemente. Der Turm mit mächtigem Helm und Zwiebel weist eine Höhe von 56 Metern auf.

- Wasserschloss in Niedertraubling:

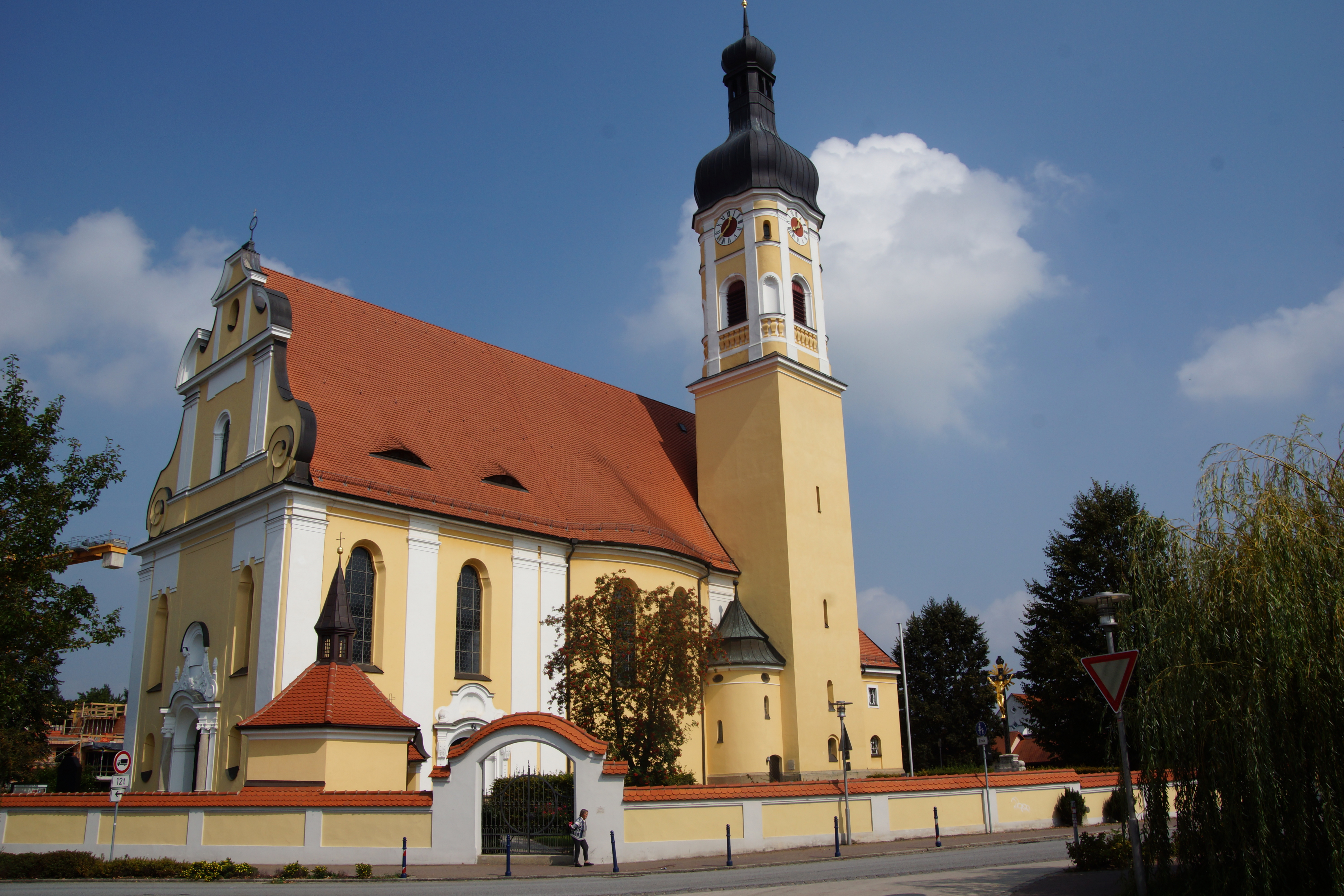
St. Georg – Obertraubling

Von Geschlecht der Traublinger erbaut, wurde 1343 erstmals erwähnt, 1852 abgebrochen, heute nicht mehr existent bis auf Reste des ehemaligen Weiherhauses
- Wasserschloss Gebelkofen:

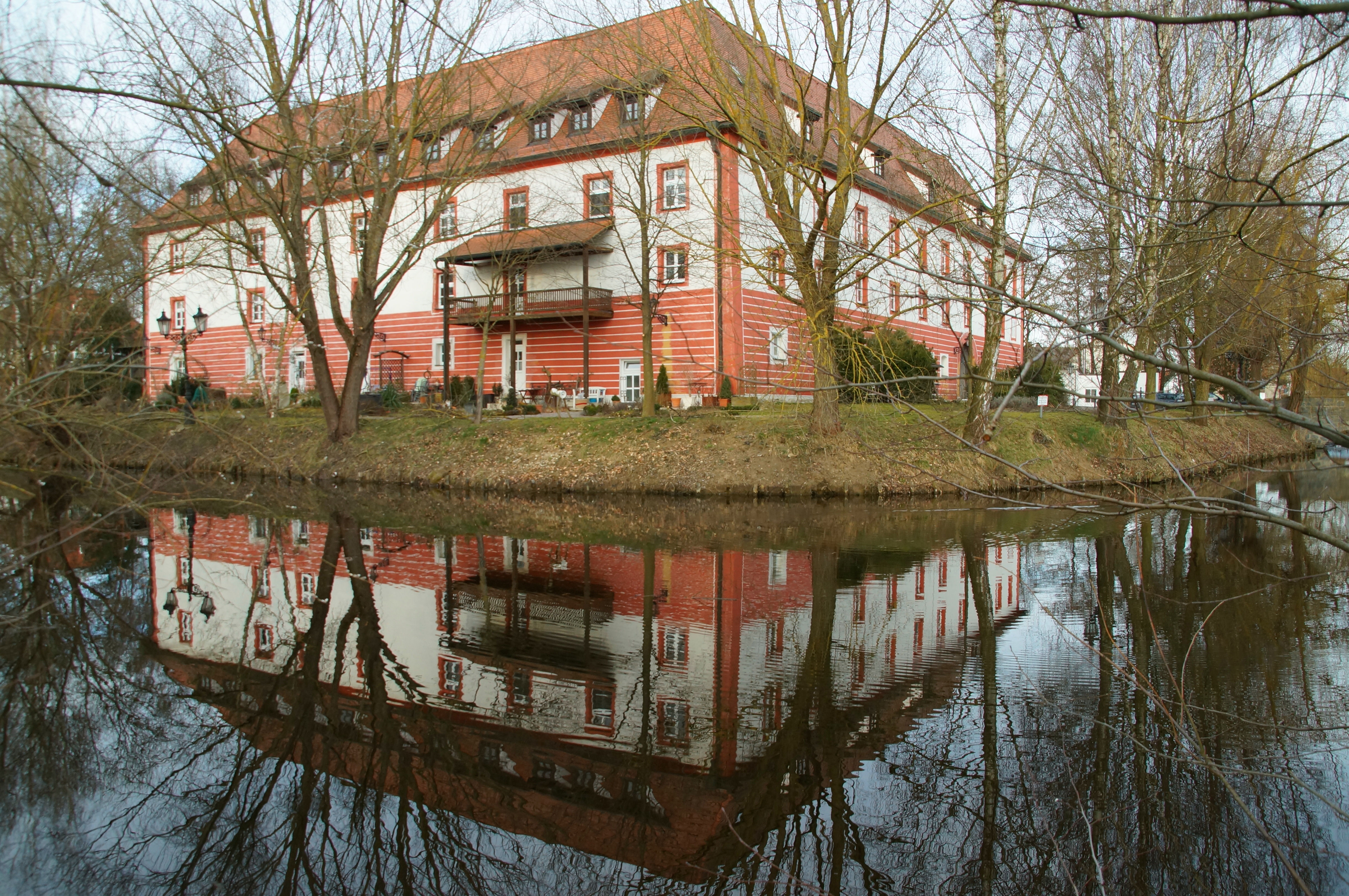
Wasserschloss Gebelkofen

Vierflügeliger Gebäudekomplex, in Privatbesitz, von Herren von Gebelkofen erbaut, 1200 erstmals erwähnt, dann im Besitz der Lerchenfelder, nach Zerstörung im 17. Jahrhundert 1750 neu aufgebaut
- St. Martin in Piesenkofen:

Die Bausubstanz stammt teilweise noch aus dem 12. oder 13. Jahrhundert. Die Kirche wurde wohl vom Adelsgeschlecht der Pysenchovener erbaut. Der Hochaltar im Rokokostil besitzt ein Altarblatt von Martin Speer (1751).
- St. Petrus in Niedertraubling:

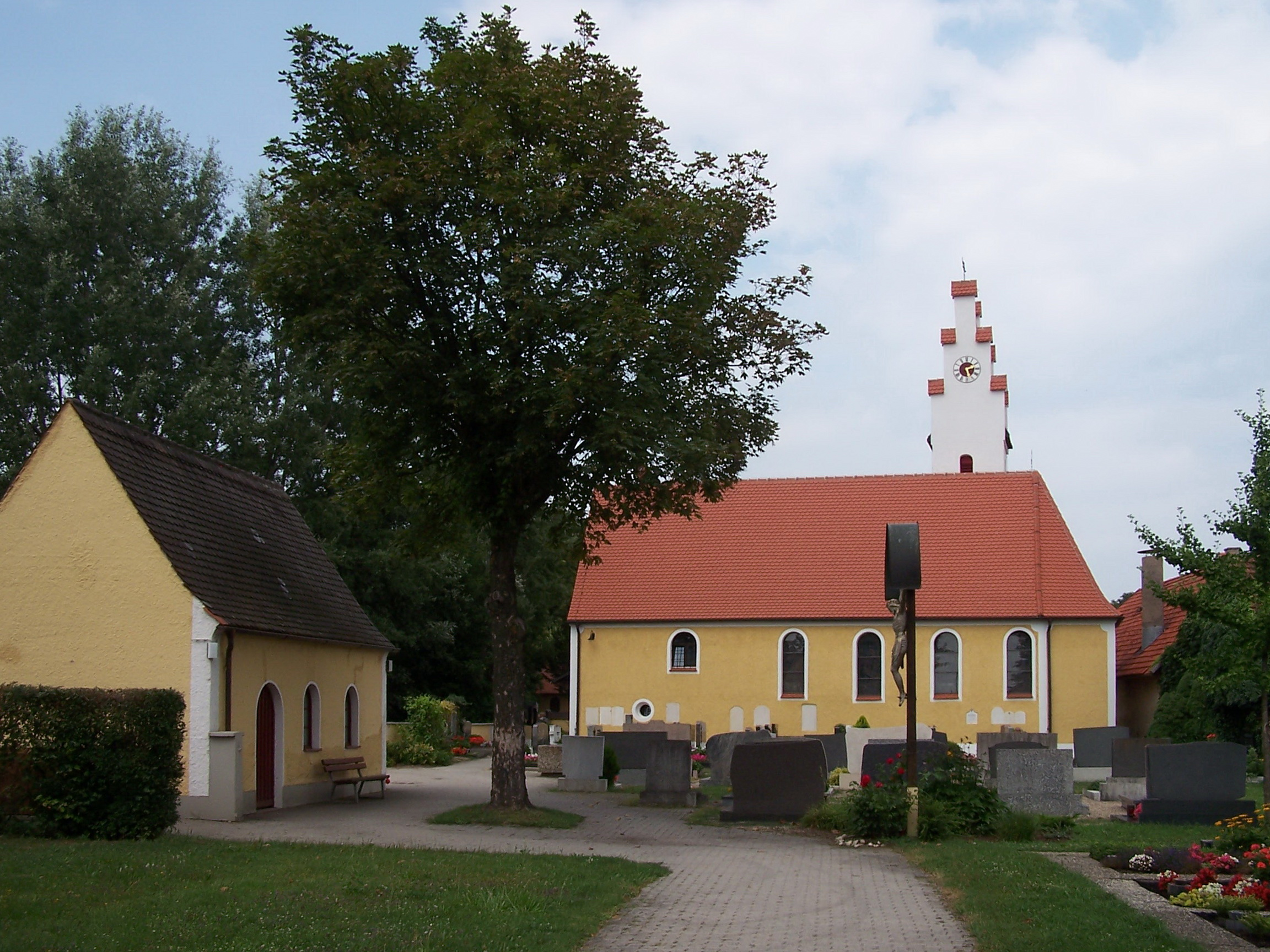
Kirche St. Peter Niedertraubling

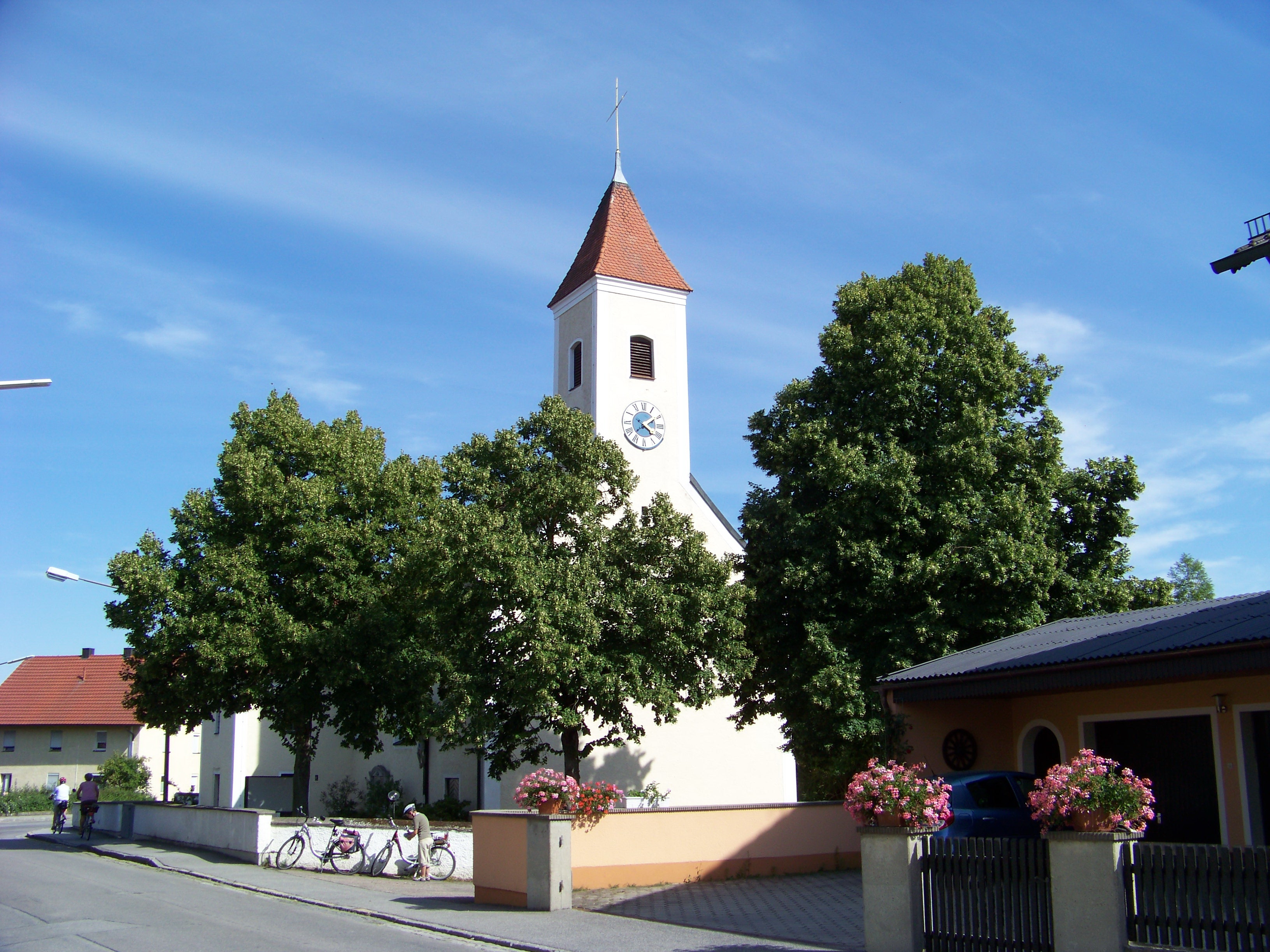
Kirche St. Johannes Gebelkofen

Die Kirche aus dem 17. Jahrhundert besitzt unter anderem eine spätgotische Terrakotta-Figur der Pietà um 1470. Der Turm stammt aus dem Jahr 1533. Der Hochaltar von Paul Dilger (1720) wurde 1885 von der Pfarrei Köfering erworben.
- St. Michael in Oberhinkofen:

Die Kirche wird erstmals 1508 erwähnt. Die heutige Kirche stammt aber im ältesten Teil aus dem ausgehenden 17. Jahrhundert. Der 32 Meter hohe Turm bekam 1900 anstatt der barocken Zwiebelhaube einen Spitzhelm.
- Wielandhof:

Der Wielandhof wurde als einer der vier Urhöfe Obertraublings bereits 1294 urkundlich erwähnt. Der Hof stand bis zu seinem Abriss 2013 neben der Pfarrkirche St. Georg.
- St. Johannes in Gebelkofen:

Saalbau mit eingezogenem Chor, zweigeschossiger Sakristei mit Walmdach und Giebelturm, 1792 unter Erhöhung des im Kern romanischen Turms; mit Ausstattung; Friedhofsmauer, 18./19. Jahrhundert, mit eingelassenen Grabsteinen.

### Sport
- DJK Gebelkofen
- FC Oberhinkofen
- Hundesportverein Fetzige Hund’
- Kreisschützenverband Oberpfalz und Donaugau
- Luftsportverein
- Reitverein Hofgut Einthal
- Schützenverein „Edelweiß“ Gebelkofen
- Schützenverein „Edelweiß“ Piesenkofen
- Schützenverein „Eichenlaub“ Oberhinkofen
- Schützenverein „Freischütz“ Niedertraubling
- Schützenverein „Immergrün“
- Schützenverein „Weidtal“ Scharmassing
- Sportschützen Höhenhof
- SV Obertraubling
- Top Ten Kickboxing

## Bildung
- Hermann-Zierer-Grundschule Obertraubling
- Realschule Obertraubling
- Gemeinde- und Pfarrbücherei

## Persönlichkeiten

### Söhne und Töchter
- Josef Gangl (Offizier) (1910–1945), deutscher Offizier und Widerstandskämpfer in Österreich
- Maria Eichhorn, geborene Hetzenegger (* 1948),  in Piesenkofen geborene Politikerin (CSU), Mitglied des Deutschen Bundestages
- Wolf F. Wieland (* 1948), Urologe und Gynäkologe, Hochschullehrer und Klinikleiter
- Hermann Magerl (* 1949), Hochspringer, Vierter bei den Olympischen Sommerspielen 1972 in München

### Mit Obertraubling verbunden
- Thomas Ebeling (* 1975), deutscher Politiker (CSU), Landrat des Landkreises Schwandorf, in Obertraubling aufgewachsen, Mitglied des Gemeinderats von 2002 bis 2008